# Balham
Balham és un municipi francès situat al departament de les Ardenes i a la regió del Gran Est. L'any 2007 tenia 136 habitants.

## Demografia
El 2007 la població de fet era de 136 persones. Hi havia 44 famílies, 68 habitatges(48 habitatges principals, tretze segones residències i set desocupats. Tots els 68 habitatges eren cases. Dels 48 habitatges principals, 38 estaven ocupats.

## Economia
El 2007 la població en edat de treballar era de 88 persones, 71 eren actives i 17 eren inactives.